# Nogent-le-Rotrou
Nogent-le-Rotrou är en kommun i departementet Eure-et-Loir i regionen Centre-Val de Loire strax norr om centrala Frankrike. Kommunen ligger i kantonen Nogent-le-Rotrou som tillhör arrondissementet Nogent-le-Rotrou. År 2022 hade Nogent-le-Rotrou 9 305 invånare.

## Befolkningsutveckling
Antalet invånare i kommunen Nogent-le-Rotrou
Referens:INSEE

## Galleri

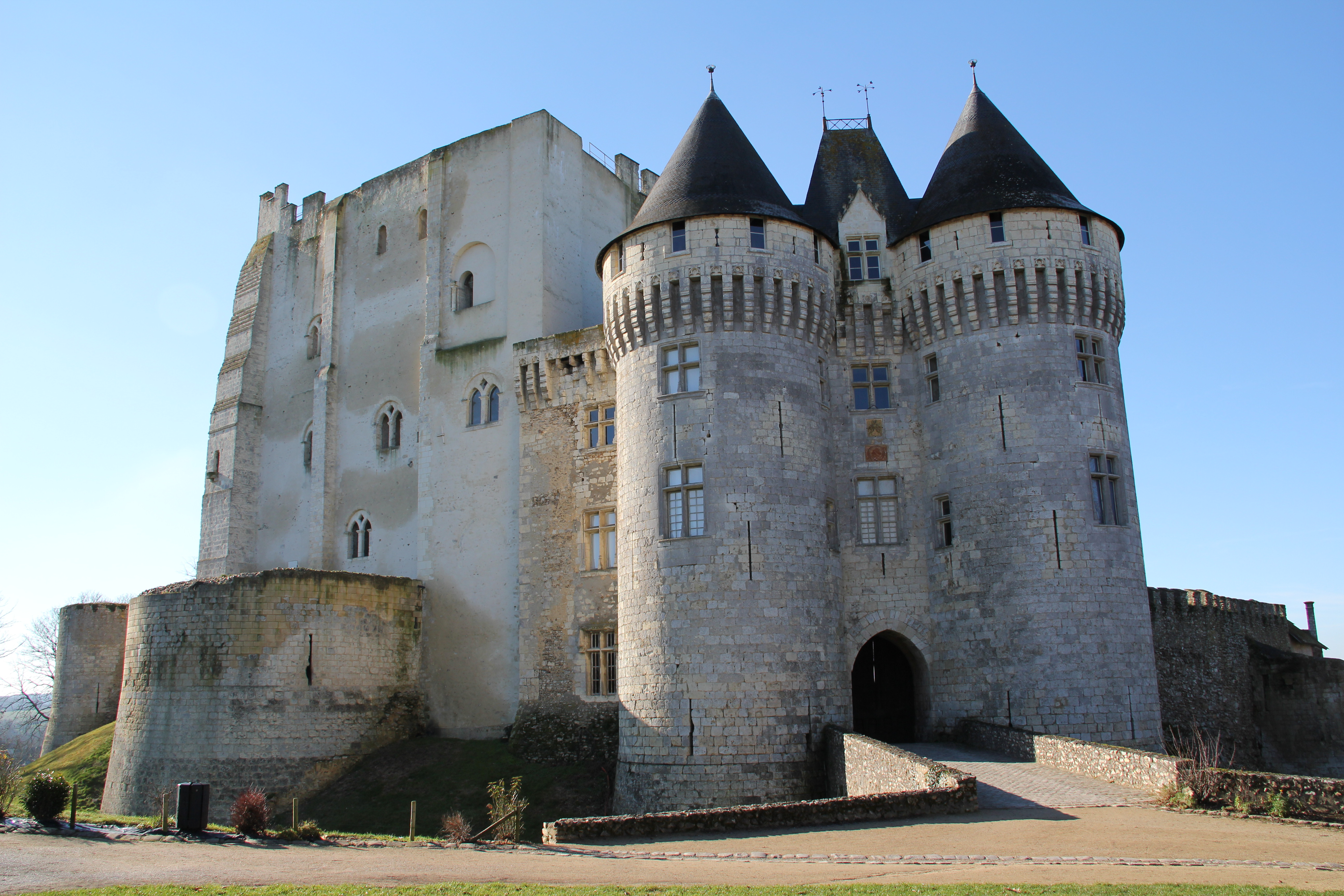
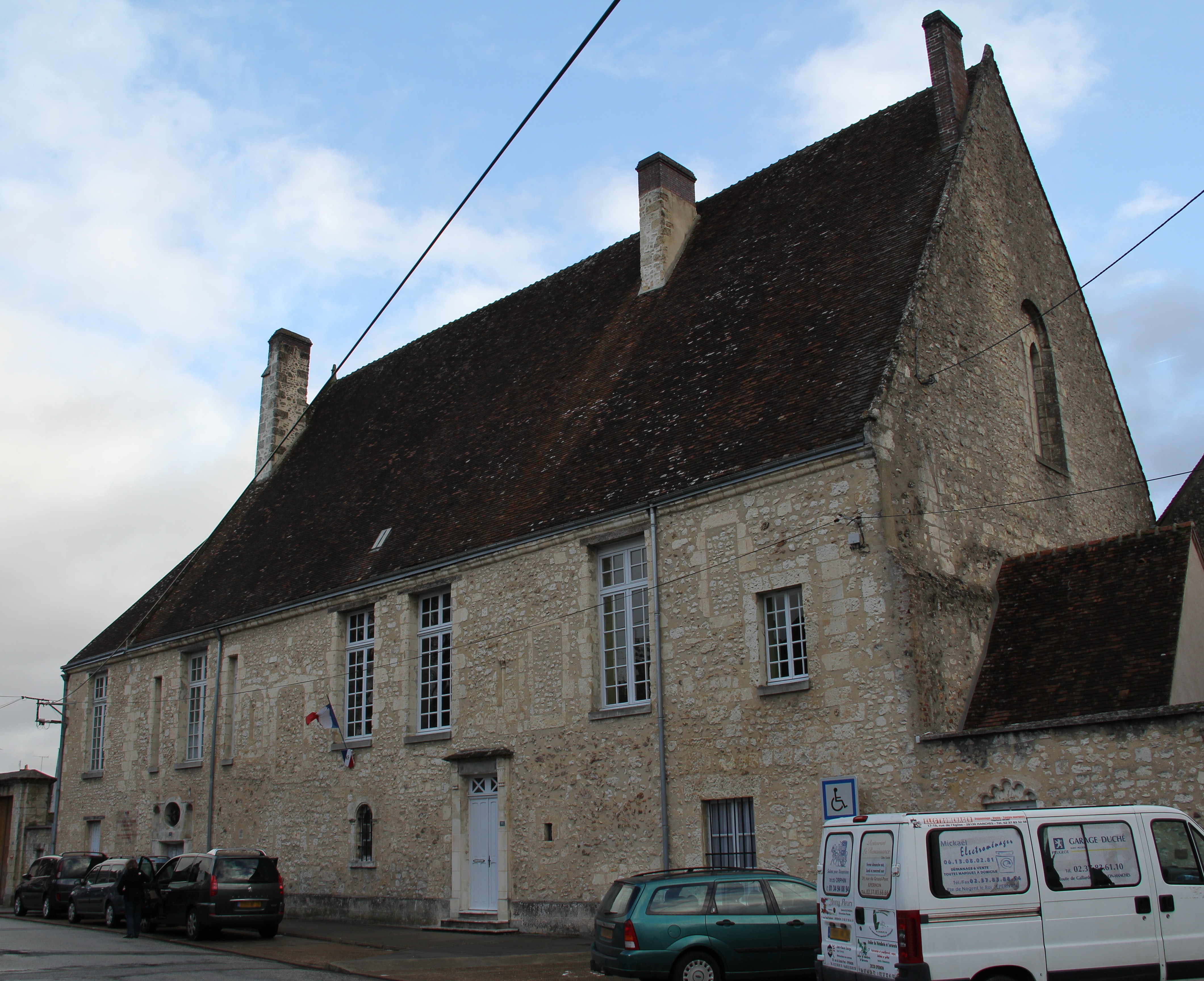